# バルト・フリンズ
バルト・フリンズ（フリーンツ、Bart Vriends、1991年5月9日 - ）は、オランダ・アメルスフォールト出身のサッカー選手。アデレード・ユナイテッドFC所属。ポジションはDF。